# Era Estela de Sent Martòri
Era Estela de Sent Martòri (francès Lestelle-de-Saint-Martory) és un municipi del departament francès de l'Alta Garona, a la regió d'Occitània.